# 61 Водолея
61 Водолея (лат. 61 Aquarii, HD 214028) — одиночная звезда в созвездии Водолея на расстоянии приблизительно 500 световых лет (около 153 парсеков) от Солнца. Видимая звёздная величина звезды — +6,37m.

## Характеристики
61 Водолея — оранжевый гигант спектрального класса K4III. Масса — около 0,572 солнечной, радиус — около 11,754 солнечных, светимость — около 126,56 солнечных. Эффективная температура — около 4430 К.